# Bergbauhaus

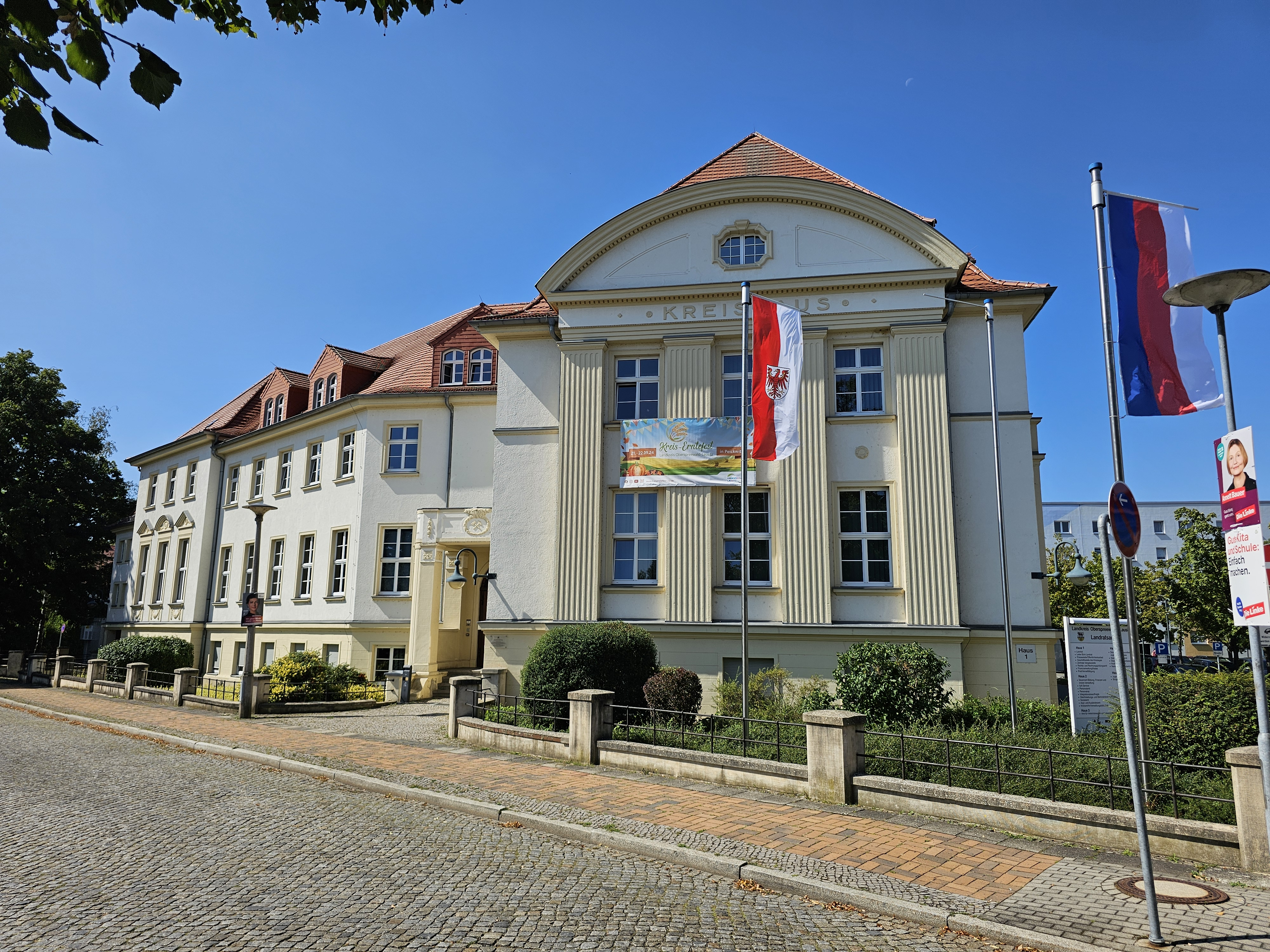
Blick auf das Kreishaus vom Schlosspark aus (2024)

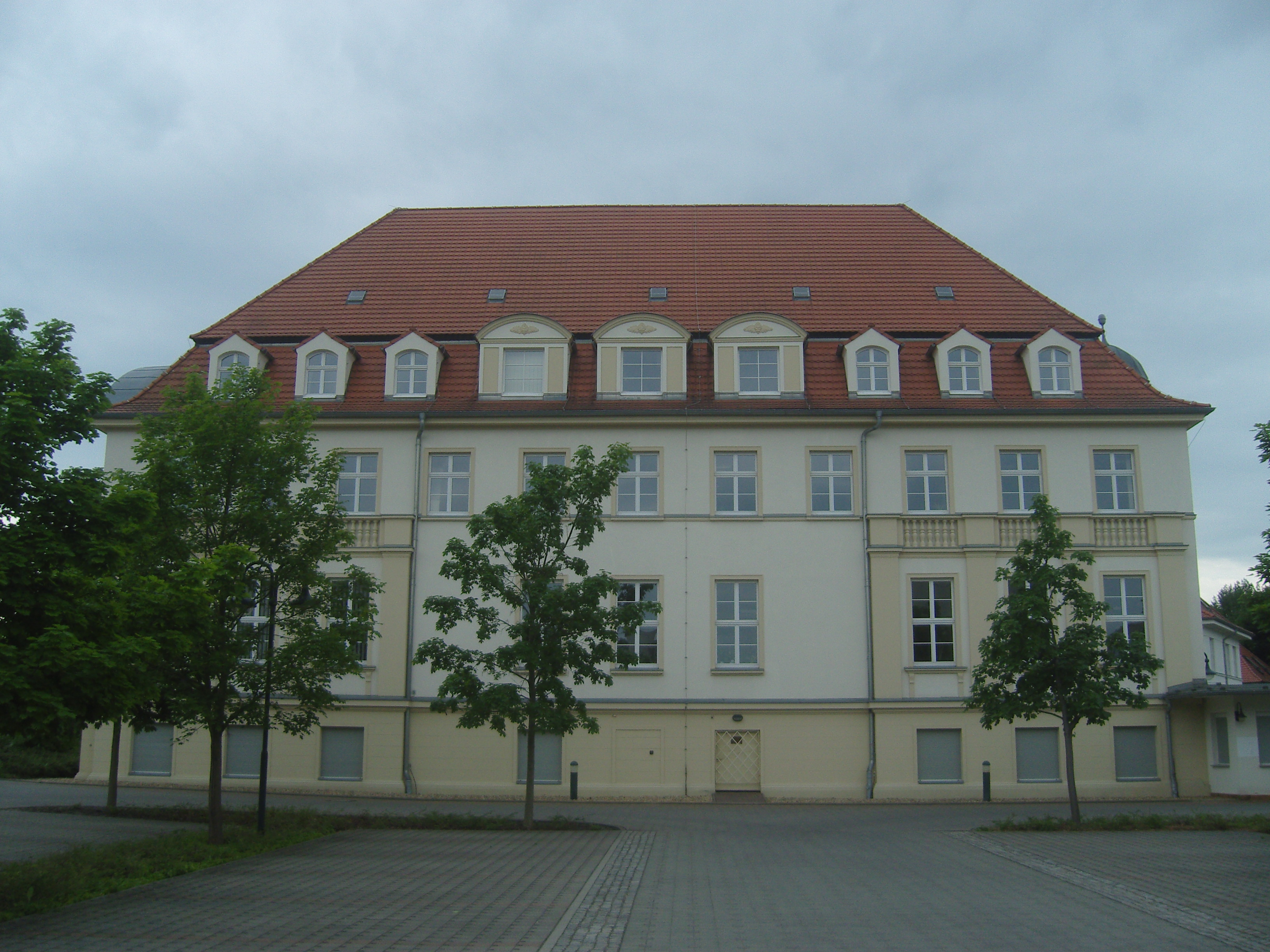
Seitenansicht (2010)

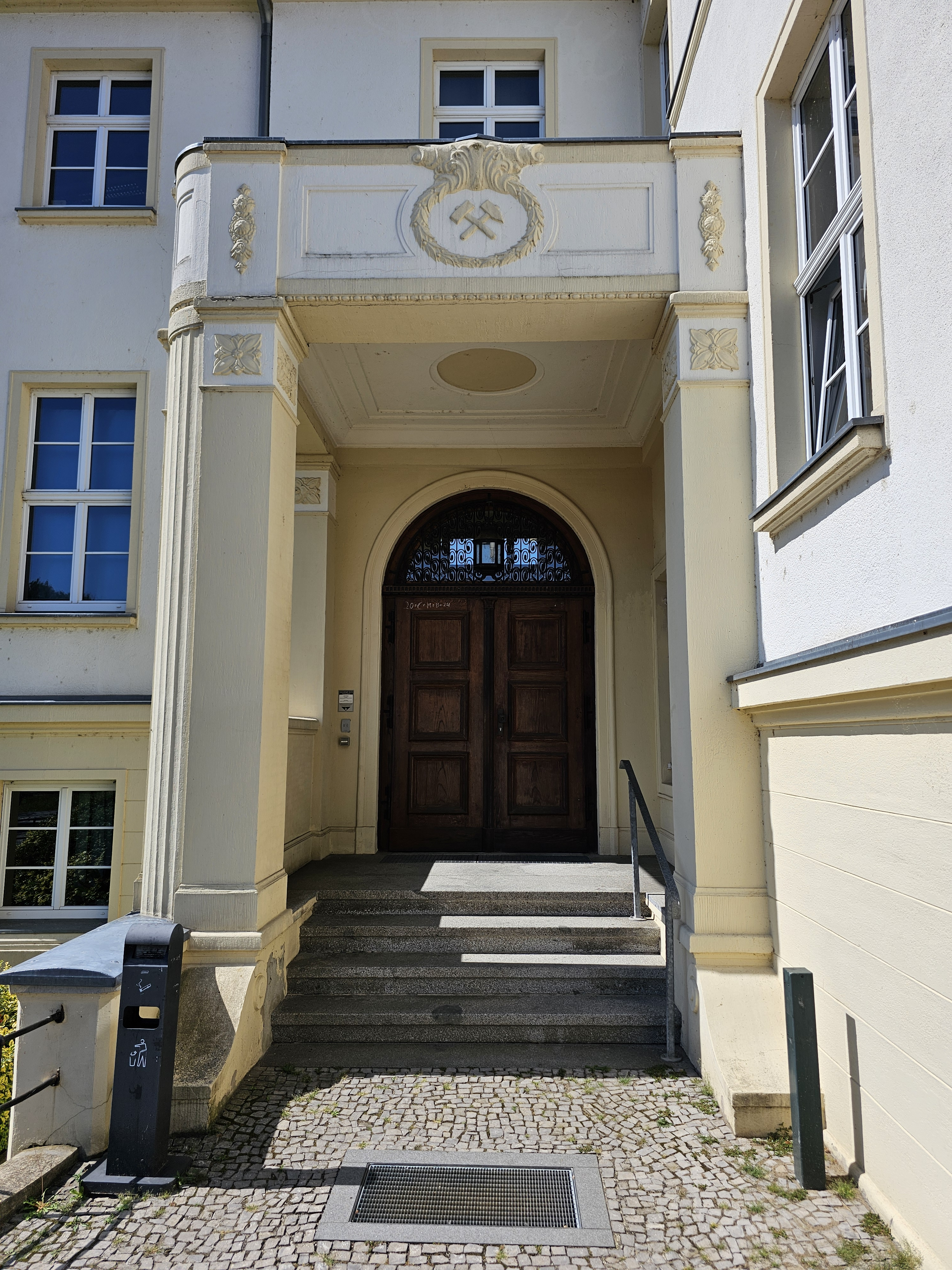
Eingangsbereich (2024)

Das Kreishaus oder Bergbauhaus ist ein denkmalgeschütztes Gebäude in Senftenberg. Es wurde 1924 fertiggestellt und ist heute Sitz des Landratsamts des Landkreises Oberspreewald-Lausitz. Das Haus ist ein neobarocker Putzbau mit asymmetrischem Grundriss. Die Hauptfassade mit Kolossalpilastern und Rundgiebel ist zum Schlosspark ausgerichtet.

## Geschichte
Das Gebäude wurde vom Niederlausitzer Bergbauverein erbaut, der die Interessen der Niederlausitzer Braunkohlewerke vertrat; er war 1898 als Verein der Niederlausitzer Braunkohlewerke von 13 Unternehmen gegründete worden. Mit zunehmender Geschäftstätigkeit wurden mehr Räume benötigt. So wurde 1920 das Grundstück am Dubinaweg unweit der Amtsmühle und südlich des Schlossparks erworben. Am 16. Mai 1924 wurde das Bergbauhaus eröffnet. Neben dem Bergbauverein wurde das Gebäude von anderen Institutionen des Bergbaus wie dem Arbeitgeberverband des Niederlausitzer Bergbaus, der Ostelbischen Treuhandgesellschaft für Bergmannsiedlungen, der Schriftleitung der Werkszeitung Der Niederlausitzer Braunkohlebergmann, dem Braunkohlemuseum und der Niederlausitzer Wasserwerksgesellschaft genutzt. Des Weiteren beherbergte es eine Bergvorschule, die der zweisemestrigen Vorbereitung zum Studium an der Bergschule Eisleben diente. Das Braunkohlemuseum wurde am 9. November 1925 eröffnet. Nach 1933 zog auch die Rechtsberatungsstelle der Deutschen Arbeitsfront in das Haus ein.
Nachdem die Braunkohleunternehmen durch den Befehl 124 der Sowjetischen Militäradministration in Deutschland 1945 unter Treuhand gestellt, 1948 enteignet und in Volkseigentum überführt worden waren, endete die bergbauliche Nutzung des Gebäudes. Ab dem Jahr 1947 diente das Gebäude als Landratsamt, nachdem das vorherige Kreishaus in Calau im Zweiten Weltkrieg zerstört worden war. Von 1945 bis 1947 war die Kreisverwaltung übergangsweise im Senftenberger Schloss und im Hotel Kronprinz untergebracht. Mit dem Vollzug der Verwaltungs- und Gebietsreform wurde das Gebäude im Juli 1952 Sitz des neuentstandenen Kreises Senftenberg. Seit Oktober 1994 ist das Gebäude Sitz des Landratsamts des Landkreises Oberspreewald-Lausitz.